# Solicitador
Solicitador, em Portugal, é um profissional liberal, licenciado em Solicitadoria ou em Direito, que exerce o mandato judicial e presta consulta jurídica.
Ao Solicitador compete representar, aconselhar e acompanhar os cidadãos e as empresas, junto dos órgãos da administração pública, dos tribunais, ou quaisquer outras entidades ou instituições públicas ou privadas, com vista à defesa dos direitos que lhe forem confiados.
O Solicitador, enquanto representante do cidadão e das empresas, é um procurador por excelência.
Os Solicitadores estão sujeitos a inscrição obrigatória na sua ordem profissional, a Ordem dos Solicitadores e dos Agentes de Execução.
No Brasil, já não existe essa profissão, que é um misto de advogado, procurador, consultor jurídico e oficial de justiça conforme os parâmetros brasileiros para os operadores do Direito.

## Procuradoria

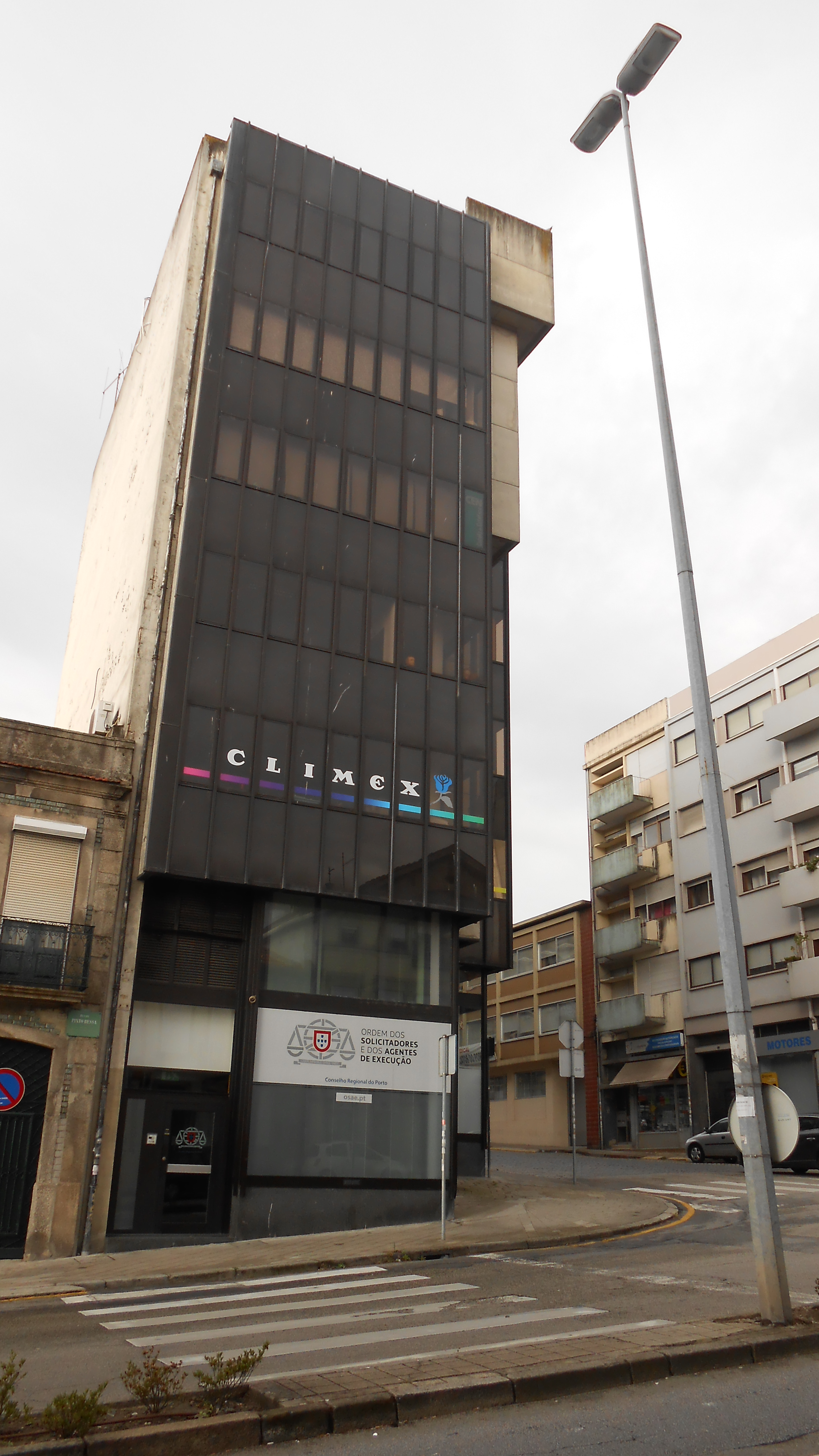
Edifício da Ordem dos Solicitadores e dos Agentes de Execução, do conselho regional do Porto, na Rua Pinto Bessa em Campanhã

O Solicitador representa e acompanha os cidadãos e as empresas, junto dos órgãos da administração pública, dos tribunais, ou quaisquer outras entidades ou instituições públicas ou privadas, com vista à defesa dos direitos que lhe forem confiados.
O Solicitador representa os cidadãos, as empresas e as organizações públicas ou privadas, nos múltiplos negócios jurídicos, preparando e obtendo toda a documentação, junto dos Serviços de Finanças, Conservatórias, Câmaras Municipais e outras entidades, garantindo a segurança e a certeza negocial.

## Assessoria jurídica
O Solicitador elabora contratos (de compra e venda, de doação, de mútuo, de hipoteca, de penhor, de arrendamento, de comodato, de sociedade, de associação em participação, de agência, de franchising, de consórcio, de trabalho, de empreitada ...), minutas de escritura. requerimentos e petições.
O Solicitador autentica documentos e reconhece assinaturas. (Com o Decreto-Lei 116/2008, deixa de ser necessário efectuar-se escritura pública por notário, para a aquisição de imóveis. Os Solicitadores são competentes para elaborar termos de autenticação no sentido de conferir validade e segurança jurídica aos contratos de compra e venda (contratos particulares autenticados). Os termos de autenticação elaborados pelo Solicitador, substituem as escrituras e como tal têm o mesmo valor legal e probatório, podendo ser igualmente registados. O Solicitador pode ainda certificar fotocópias, certificar traduções, reconhecer assinaturas, simples ou com menções especiais).
O Solicitador está  vocacionado para o cargo de "Secretário" de sociedades comerciais, estabelecido no artigo 446°-A do Código das Sociedades Comerciais.

## Consultoria jurídica
O Solicitador presta aconselhamento jurídico em Direito Civil, Comercial, Societário, Trabalho, Familia, Administrativo, Fiscal, Contra-ordenacional, Registos e Notariado.

## Mandato judicial
O Solicitador advoga nas causas judiciais não sujeitas a recurso (cobrança de dívidas, acções de responsabilidade civil, inventários, partilhas judiciais, notificação de preferência, direitos sociais, fixação judicial do prazo, injunções, processos executivos) e representa as partes nas acções susceptíveis de recurso.
Nas execuções de valor superior a 30.000,00 euros, é obrigatória a constituição de advogado.

## O Solicitador Tradicional
Nos termos do Estatuto da Ordem dos Solicitadores e dos Agentes de Execução, aprovado pela Lei 154/2015, de 14 de Setembro, os solicitadores com inscrição em vigor na Ordem dos Solicitadores e dos Agentes de Execução podem, em todo o território nacional, e perante qualquer jurisdição, instância, autoridade ou entidade pública ou privada, exercer actos próprios da profissão, designadamente actos jurídicos, e exercer o mandato judicial, nos termos da lei de processo, em regime de profissão liberal remunerada.
Os Solicitadores, no exercício da sua profissão, podem requerer, por escrito ou verbalmente, em qualquer tribunal ou repartição pública, o exame de processos, livros ou documentos que não tenham carácter reservado ou secreto, bem como a passagem de certidões, sem necessidade de exibir procuração.
Os Solicitadores têm direito de comunicar, pessoal e reservadamente, com os seus constituintes, mesmo quando estes se encontrem detidos ou presos em qualquer estabelecimento prisional ou policial.
Os Solicitadores, no exercício da profissão, têm preferência no atendimento e direito de ingresso nas secretarias judiciais e outras repartições públicas, nos termos da lei.
Os magistrados, agentes de autoridade e funcionários públicos devem assegurar aos Solicitadores, quando no exercício da profissão, tratamento compatível com a dignidade da Solicitadoria e condições adequadas ao cabal desempenho do mandato.
Nas audiências de julgamento, os Solicitadores dispõem de bancada, podendo alegar oralmente nos processos cujo patrocínio seja exclusivo do Solicitador, devendo usar trajo profissional.
Os Solicitadores estão sujeitos a segredo profissional, não sendo permitida a apreensão de documentos abrangidos pelo segredo profissional, salvo se eles mesmos constituírem objecto ou elemento de um crime.
A busca e a apreensão em escritório de Solicitador, ou em qualquer outro local onde faça arquivo, é, sob pena de nulidade, presidida por um Juiz e um representante da Ordem.
Só pode usar título de Solicitador quem como tal estiver inscrito na Ordem dos Solicitadores e dos Agentes de Execução  - a Associação Pública depositária dos poderes do Estado que congrega todos os Solicitadores -, prova que é feita pela respectiva cédula profissional.

## Acesso à profissão
Para se inscrever na OSAE, como Solicitador, é necessário possuir Licenciatura em Solicitadoria ou em Direito e realizar estágio num escritório de Solicitador com mais de cinco anos de exercício (o Patrono), findo o qual, os Solicitadores Estagiários são submetidos a um rigoroso Exame de cariz Nacional.
De acordo com o regulamento de estágio, o exame é realizado em dois dias, versará sobre as seguintes áreas:
a) Estatuto, regulamentos e deontologia; 
b) Direito civil e processual civil; 
c) Direito comercial, notarial e registral; 
d) Direito e prática fiscal.

Os Solicitadores estão sujeitos a um apertado regime disciplinar, o que contribui para garantir o seu desempenho, quer junto dos seus constituintes quer junto da comunidade.

## O Agente de Execução
Nos Termos da lei nº 23/2002 de 21 de Agosto, a partir de 15 de Setembro 2003 foi confiada aos Solicitadores uma nova especialidade, designada "Solicitador de Execução (SE)".
O Agente de Execução é um profissional inscrito no Colégio dos Agentes de Execução da Ordem dos Solicitadores e dos Agentes de Execução, sujeito a formação própria, bem como a um estatuto deontológico e disciplinar específico, a quem são atribuídos poderes públicos no âmbito da acção executiva, assegurando as funções de agente de execução nos processos executivos.
O Agente de Execução não actua como mandatário das partes e está sujeito a um tarifário pelos honorários. A Portaria 708/2003 de 4 de Agosto, especifica os honorários e despesas que o Solicitador, na função de Agente de Execução, tem direito. Com o Decreto-lei 226/2008 de 20 de Novembro, são atribuídas novas competências ao Agente de Execução. Os honorários e despesas do Agente de Execução foram revistos e regem-se pela Portaria 331-B/2009 de 30 de Março, com grande polémica, uma vez que foi publicada às 23:45 horas do dia 30 de Março de 2009, a meros 15 minutos da entrada em vigor da reforma…da reforma.
O Agente de Execução "substitui" o juiz no processo executivo, com a excepção dos actos que, segundo o princípio da reserva, sejam de competência jurisdicional ou, constitucionalmente, a eles estejam reservados por se tratar do exercício da soberania do Estado, procedendo à citações em processos declarativos (quando frustradas por via postal).
Para aceder à especialidade de Agente de Execução é necessária a inscrição no Exame Nacional de Acesso, efectuado por uma Faculdade de Direito, eleita pelo Plenário da Comissão para a Eficácia das Execuções (CPEE). São admitidos ao estágio de acesso à Especialidade de Agentes de Execução, os candidatos com nota positiva (superior a metade da escala utilizada na correcção dos exames), entrando quem tiver a nota mais alta, sucessivamente, até ao número de candidatos a admitir, número esse previamente publicitado pela CPEE. 
Findo o exame, os candidatos admitidos, devem inscrever-se no curso de agentes de execução, junto do Conselho Geral da Ordem dos Solicitadores e dos Agentes de Execução.

Findos esses 3 meses, é realizado um Exame Escrito de Aferição de Conhecimentos.
Após, inicia-se a 2.ª Fase do curso, com a duração de 7 meses. O Agente de Execução Estagiário, fica afecto ao escritório do Patrono, sendo-lhe confiados 30 processos de execução, de valor até à alçada do tribunal de 1.ª instância (actualmente 5000,00 euros). O Agente de Execução tem de praticar 100 actos de natureza executiva, documentá-los e enviar a informação à Faculdade de Direito encarregada de avaliar os Candidatos. No final, o Patrono elabora o seu parecer, detalhadamente, avaliando o Estagiário, sobre todos os actos praticados, enviando também para a Entidade de Avaliação.
Pela Entidade de Avaliação, é marcada uma avaliação oral, em Lisboa, que versará sobre os processos em que o Agente de Execução Estagiário teve intervenção.
Após todos estes passos, o júri de avaliação reúne e emite o parecer de "Apto" ou de "Não apto" como Especialista em Processo Executivo.
Após juramento e inscrição no Colégio  dos Agentes de Execução, este especialista pode exercer a actividade de Agente de Execução
Dia 12 de Junho é o dia do Solicitador.